# Сельское поселение Усманка
Сельское поселение Усманка — муниципальное образование в Борском районе Самарской области.
Административный центр — село Усманка.

## Административное устройство
В состав сельского поселения Усманка входит 1 населённый пункт:
- село Усманка.